# Bletia reflexa
Bletia reflexa är en orkidéart som beskrevs av John Lindley. Bletia reflexa ingår i släktet Bletia och familjen orkidéer. Inga underarter finns listade i Catalogue of Life.